# Rund um den Henninger-Turm 1998
Il Rund um den Henninger-Turm 1998, trentasettesima edizione della corsa, si svolse il 1º maggio su un percorso di 206 km, con partenza e arrivo a Francoforte sul Meno. Fu vinto dall'italiano Fabio Baldato della squadra Riso Scotti-MG davanti al danese Nicolaj Bo Larsen e all'altro italiano Stefano Garzelli.

## Ordine d'arrivo (Top 10)
| Pos. | Corridore          | Squadra                   | Tempo    |
| ---- | ------------------ | ------------------------- | -------- |
| 1    | Fabio Baldato      | Riso Scotti-MG            | 5h00'14" |
| 2    | Nicolaj Bo Larsen  | TVM-Farm Frites           | s.t.     |
| 3    | Stefano Garzelli   | Mercatone Uno-Bianchi     | s.t.     |
| 4    | Michael Boogerd    | Rabobank                  | s.t.     |
| 5    | Biagio Conte       | Scrigno-Gaerne            | s.t.     |
| 6    | Rolf Huser         | Post Swiss Team           | s.t.     |
| 7    | Maarten den Bakker | Rabobank                  | s.t.     |
| 8    | Udo Bölts          | Team Deutsche Telekom-ARD | s.t.     |
| 9    | Max van Heeswijk   | Rabobank                  | a 7"     |
| 10   | Erik Zabel         | Team Deutsche Telekom-ARD | s.t.     |